# Saint Grégory de Falset
Saint Grégory (Sant Gregori) de Falset est un ermitage situé dans la commune de Falset (dans la comarque du Priorat), Catalogne, en Espagne, catégorisé bien culturelle d'intérêt local. En tant que construction troglodytique bâtie en une large baume, elle est formée par la maison de l'ermite, à deux portes, et par le même ermitage se forme un échafaudage de grès rouge et un renfort de pierres de taille aux angles. Il est complètement couvert par la roche avec un fragment de brique. Intérieurement, il est disposé en une nef, et extérieurement il présente un portail en arc de demi point, un petit hublot et un clocher de jonc en un côté.

## Histoire
C'est un site occupé depuis le paléolithique. Les premières dépêches sur l'existence d'un ermitage semblent dater de fin XVIe siècle ou du début du XVIIe siècle. Au XVIIIe siècle s'y firent des réformes, comme il reste reflété en une inscription d'un mur latéral[incompréhensible]. En 1897, un rocher tombe et écrase une partie de la tour, qui sera fermé au public. Elle sera complètement restaurée en 1928.